# Tritium
Tritium er den supertunge form af brint (hydrogen, H). Den består af to neutroner, en proton og en elektron, hvor brint normalt kun har en proton som atomkerne og en elektron. Tritium, T, ³H, kommer efter den tunge form af brint, deuterium, ²H = D, som består af én neutron, én proton og én elektron.
Tritium-atomet er ustabilt og er radioaktivt med en halveringstid på 12,32 år. Det henfalder til helium-3 ved reaktionen:
{\displaystyle {}_{1}^{3}{\hbox{T}}\to {}_{2}^{3}{\hbox{He}}+{\hbox{e}}^{-}+{\overline {\nu }}_{\hbox{e}}}
og frigiver en energimængde på 18,6 keV.
Tritiumhenfaldet er næsten ufarligt så længe stoffet er udenfor kroppen og er afskærmet af mindst ca. 6 mm luft, vores hud eller et stykke papir. Grunden er at betapartiklerne ikke har særlig stor gennemtrængelighed. Betapartikler er blot elektroner i "halvhøj" fart.
Tritium kan bl.a. dannes ved:
{\displaystyle {}_{7}^{14}{\hbox{N}}+{}_{0}^{1}{\hbox{n}}\to {}_{1}^{3}{\hbox{T}}+{}_{6}^{12}{\hbox{C}}}
og
{\displaystyle {}_{1}^{2}{\hbox{D}}+{}_{1}^{2}{\hbox{D}}\to {}_{1}^{3}{\hbox{T}}+{}_{1}^{1}{\hbox{H}}}
og
{\displaystyle {}_{3}^{6}{\hbox{Li}}+{}_{0}^{1}{\hbox{n}}\to {}_{2}^{4}{\hbox{He}}+{}_{1}^{3}{\hbox{T}}}